# Швогина
Швогина (лит. Švogina) — река в восточной части Литвы, протекает по территории Игналинского района. Течет по территории Аукштайтского национального парка. Начинается в лесу в окрестностях села Акримиляй. Далее течёт на юг, протекает через небольшие озёра Секлутис и Швогинас. Река пересекает шоссе 102 Вильнюс — Зарасай. В нижнем течении сворачивает на запад и впадает в озеро Дрингис. В устье реки расположено село Вайшнюнай. Длина Швогины составляет 14,8 км, площадь бассейна 56 км². Основной приток — ручей Смородина (лит. Serbentinis) — правый.

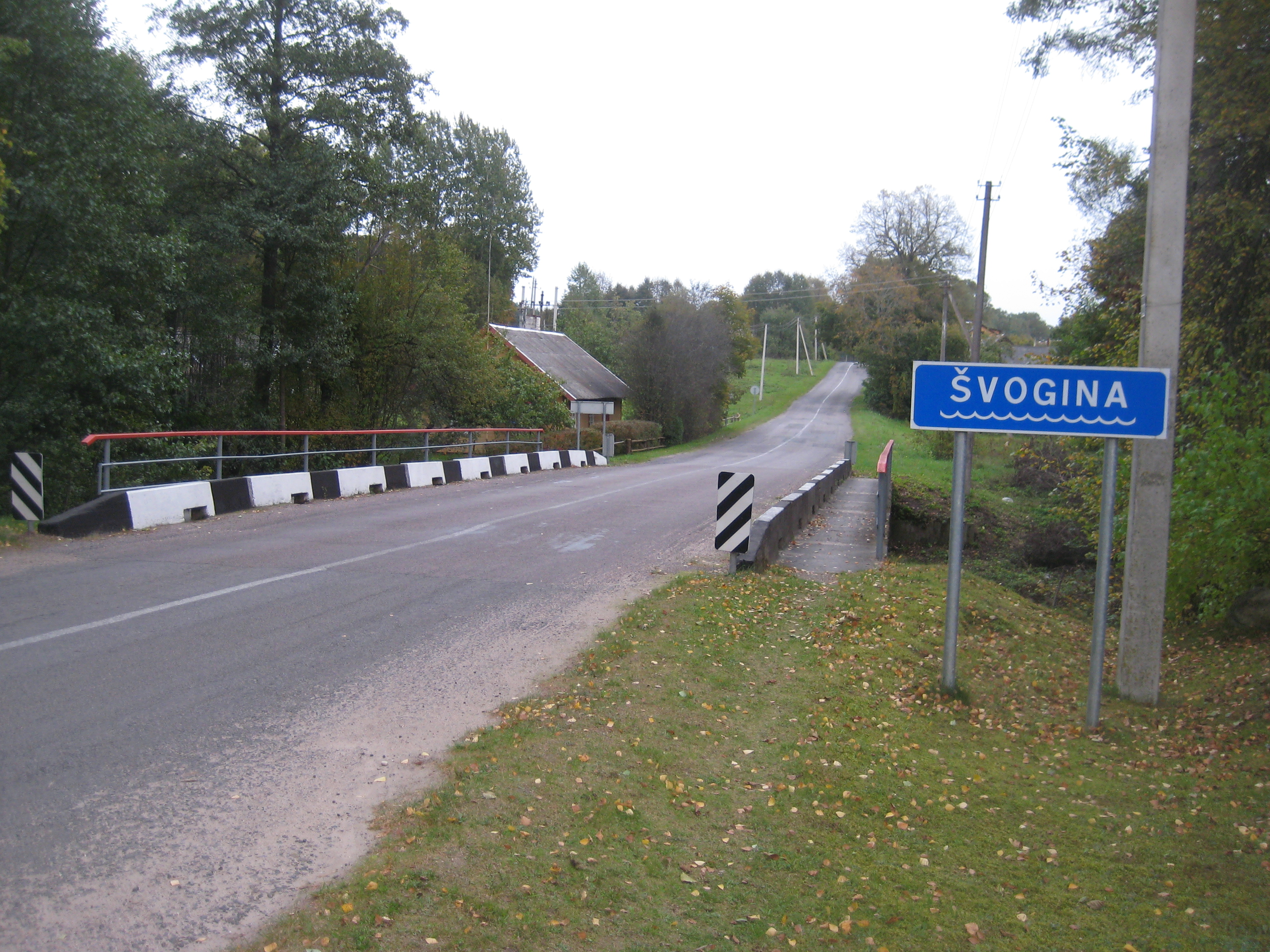
Мост через Швонгину в Вайшнюнае